# Campionati europei di pattinaggio di velocità 1897
I Campionati europei di pattinaggio di velocità 1897 sono stati la 7ª edizione della manifestazione. Si sono svolti dal 12 gennaio 1897 ad Amsterdam, nei Paesi Bassi.

## Podi

### Uomini
| Evento              | Oro           | Punti      | Argento          | Punti           | Bronzo      | Punti         |
| Allround (dettagli) | Julius Seyler | 4 vittorie | Gustaf Estlander | 4 secondi posti | Jan Banning | 3 terzi posti |